# 封子絵
封 子絵（ほう しかい、513年 - 564年）は、中国の東魏・北斉の武人。字は仲藻。小名は搔。本貫は渤海郡蓨県。

## 経歴
封隆之の子として生まれた。北魏の末年、秘書郎中に任ぜられた。531年、父の命により滏口で高歓を迎えた。信都に到着すると、開府主簿に任ぜられた。後廃帝が擁立されると、大丞相主簿に転じ、伏波将軍を加えられた。高歓の下で爾朱兆を討った。中山を平定して帰還すると、通直散騎常侍・左将軍に任じられ、中書舎人を領した。母の喪のため辞職し、間もなく復職した。532年、高歓の下で従軍して并州・汾州・肆州などを平定し、征南将軍・金紫光禄大夫を加えられた。534年、斛斯椿らが孝武帝を連れて関中に入り、父の封隆之が難を避けて郷里に帰ると、子絵も官を棄てて帰郷した。
東魏の孝静帝が即位すると、子絵は給事黄門侍郎を兼ね、太常卿の李元忠らとともに持節として出使した。帰還すると、晋陽に赴き、高歓の下で夏州を討った。535年、衛将軍・右光禄大夫に任じられ、平陽郡太守として出向し、間もなく散騎常侍を加えられた。晋州の北の霍山は坂が急峻で、大軍の往来に不便だったので、子絵は高歓に上申して旧道の東の谷に沿って別の一路を開いた。後に東魏の大軍が東雍州を討ったとき、子絵は太守として前線を慰労し、兵糧の運搬にあたった。539年、大行台吏部郎中に任ぜられた。
543年、高仲密が虎牢の西で叛き、宇文泰が東進すると、高歓は邙山で西魏軍を撃破し、勝利に乗じて潼関に至った。高歓が諸将に軍の進退について意見を求めると、子絵はさらに西進するよう主張したが、諸将の反対が多く、高歓は軍を返した。
545年、父の喪のため職を辞した。546年、高歓の西征に従って大都督となり、冀州の兵を率いて晋州におもむき、玉壁で戦った。大行台吏部郎中となった。高歓の病が重くなると、軍を晋陽に返し、命を受けて山東の州郡の治安を委ねられた。高歓が死去すると、その死は秘されて喪は発せられず、高澄は子絵を渤海郡太守に任じて赴任させた。子絵は安徳郡開国公の爵位を嗣いだ。1000人の部曲を徴募し、驃騎将軍を加えられた。551年、太尉長史に任ぜられた。552年、行南青州事となった。553年、事件に連座して免官された。555年、行南兗州事となり、間もなく持節・海州刺史に任じられたが、赴任しなかった。
556年、合州刺史に転じた。合肥に到着して間もなく、蕭軌・裴英起らが江東で敗死し、司馬恭が歴陽から寿春に撤退し、合肥の軍備も惨憺たるありさまであった。子絵は城隍楼閣を修築し、軍器を修繕し、防備を整えた。また戦艦の造営を命じられて、子絵は大使としてこれを監督した。陳霸先が護軍将軍の徐度らに軽舟を率いさせて柵口から東関を経て巣湖に入らせ、合肥を襲撃して北斉の船舶を焼かせた。陳軍が夜半に城下に侵入すると、子絵は将士を指揮して戦い、陳軍を敗走させた。
558年、鄭州刺史に転じた。召されて司徒左長史となり、魏尹の事務を代行した。559年、大司農に転じ、間もなく正式に魏尹に任じられた。560年、驃騎大将軍を加えられた。562年、都官尚書に転じた。高帰彦が乱を起こすと、子絵は段韶や婁叡らの下で従軍した。乱が平定されると、子絵は権行州事となった。間もなく召還され、律令制定の議論に参加し、儀同三司を加えられた。突厥が晋陽に迫ると、子絵は行懐州事となった。七兵尚書となり、祠部尚書に転じた。564年閏9月20日、病没した。使持節・都督瀛冀二州諸軍事・冀州刺史・開府儀同・尚書右僕射の位を追贈され、諡を簡といった。
封子絵の妻の王楚英（おう そえい、? - 581年）は、徐州刺史の王広業（王瓊の子）の娘で、2男4女を産んだ。

## 子女
- 封玄（字は宝蓋。龍驤将軍・鴻臚少卿。北斉の滅亡後、北周の威烈将軍・襄州総管府掾）
- 封充（字は宝相。司徒府士曹参軍。北斉の滅亡後、帰郷し、26歳で死去）
- 長女（字は宝首。隴西の李桃杖（李延寔の子の李彬の子）にとつぎ、范陽の盧公令に再嫁し、さらに隴西の李子亢にとついだ）
- 次女（字は宝艶、小字は徴男。臨淮郡王婁定遠にとつぎ、後に斉州刺史韋芸に再嫁した）
- 三女（字は宝華、小字は男弟。斛律光の子の斛律須達にとつぎ、後に盧叔粲に再嫁した）
- 四女（字は宝麗、小字は四璠。清河の崔張倉にとついだ）

## 伝記資料
- 『北斉書』巻21 列伝第13
- 『北史』巻24 列伝第12
- 斉故尚書右僕射冀州使君封公墓誌銘（封子絵墓誌）
- 斉故僕射冀州使君夫人王氏墓誌之銘（封子絵妻王楚英墓誌）